# Китадзава, Тосими
Тосими Китадзава (яп. 北澤 俊美 Китадзава Тосими, род. 6 марта 1938 года, Нагано, Япония) — японский государственный и политический деятель. Министр обороны Японии с 16 сентября 2009 по 2 сентября 2011 года.

## Биография
Тосими Китадзава является политиком Демократической партии Японии, членом Палаты советников в Парламенте Японии (национальный законодательный орган). Уроженец Нагано, префектура Нагано и выпускник университета Васэда, он был избран в Палату советников в первый раз в 1992 году после службы в ассамблеи префектуры Нагано в течение пяти сроков. Он присоединился к Демократической партии Японии в 1998 году. 16 сентября 2009 года Китадзава был назначен министром обороны премьер-министром Юкио Хатоямой. Он был вновь назначен министром обороны новым премьер-министром Наото Каном в связи с перестановками в кабинете министров.